# Субантарктически пингвин
Субантарктически още папуански пингвин (Pygoscelis papua) е вид птица от семейство Пингвинови (Spheniscidae). Видът е почти застрашен от изчезване.

## Разпространение
Разпространен е в Антарктида, Аржентина, Чили, Фолкландските острови, Френски южни и антарктически територии, Хърд и Макдоналд и Южна Джорджия и Южни Сандвичеви острови.